# Juliet Haslam
Juliet Haslam (ur. 31 maja 1969 w Adelaide) – australijska hokeistka na trawie, dwukrotna złota medalistka olimpijska.
Występowała w defensywie. Brała udział w trzech igrzyskach (IO 92, IO 96, IO 00), na dwóch – w 1996 i 2000 – zdobywała złote medale. Z kadrą brała udział m.in. w mistrzostwach świata w 1994 i 1998 (tytuły mistrzowskie), Commonwealth Games w 1998 (złoto) oraz kilku turniejach Champions Trophy (zwycięstwo w 1991, 1993, 1995, 1997, 1999). Łącznie w reprezentacji Australii rozegrała ponad 200 spotkań.